# 성완역
이 문서의 광둥어 명칭 ("성완")은 위키백과 자체의 광둥어 표기법을 따른 것입니다. 따라서 통용 표기법과는 다를 수 있습니다.
성완역(上環, Sheung Wan)은 홍콩섬 성완에 위치한 공도 선의 역이다. 홍콩-마카오 페리 터미널과 바로 연결되어 있다. 역 상징색은 카키색이다.

## 역사
성완 역은 1967년 <홍콩 대중교통 연구>에서 웨스턴 마켓이라는 이름으로 처음 계획되었다. 그로부터 20년 뒤인 1986년 5월 공도 선의 개통과 함께 문을 열었다. 당시 성완 역이 공도 선의 서쪽 종착역이었기 때문에, 역내에는 공도 선의 개통을 기념하여 존 헨리 브렘리지 당시 홍콩 재무장관이 대표로 걸은 동판이 보존되어 있다. 성완 역은 그로부터 수십년간 공도 선의 시종착역 역할을 해오다가 2014년 케네디타운 역까지 연장구간이 개통되면서 일반역으로 바뀌었다.

## 역 구조
| G         | 지상                       | 출구                                |
| L2        | 데보 로드 C 대합실         | 고객서비스, MTR 샵                  |
| L2        | 데보 로드 C 대합실         | 항셍은행, 자판기, ATM               |
| L2        | 럼지 스트리트 대합실       | 고객서비스, MTR 샵                  |
| L2        | 럼지 스트리트 대합실       | 항셍은행, ATM                       |
| L3        | 데보 로드 C 대합실         | 양 승강장으로 가는 보도             |
| L3        | 럼지 스트리트 대합실       | 대체승강장                          |
| L5 승강장 | 상대식 승강장, 왼쪽문 열림 | 상대식 승강장, 왼쪽문 열림          |
| L5 승강장 | 승강장 1                   | → 공도선 차이완 방면(중완) →        |
| L5 승강장 | 벽                         |                                     |
| L5 승강장 | 승강장 2                   | ← 공도선 케네디타운 방면 (사이잉푼) |
| L5 승강장 | 상대식 승강장, 왼쪽문 열림 |                                     |
| 출처:     |                            |                                     |

성완 역의 승강장은 데보 로의 클리블리 가에서 럼지 가까지의 구간 지하에 위치해 있다. 1번과 2번 승강장은 같은 깊이에 평행하게 자리해 있으며 서로를 향해 마주보고 있지만, 두 승강장의 선로 사이에 벽이 설치되어 있어 마치 두 승강장이 서로 멀리 떨어져 있는 듯한 착각을 일으킨다. 한편 승강장 길이가 다른 역의 승강장보다 조금 더 긴데, 공사 과정에서 계산 착오로 인한 것이라는 말이 있다.

### 럼지 스트리트 역

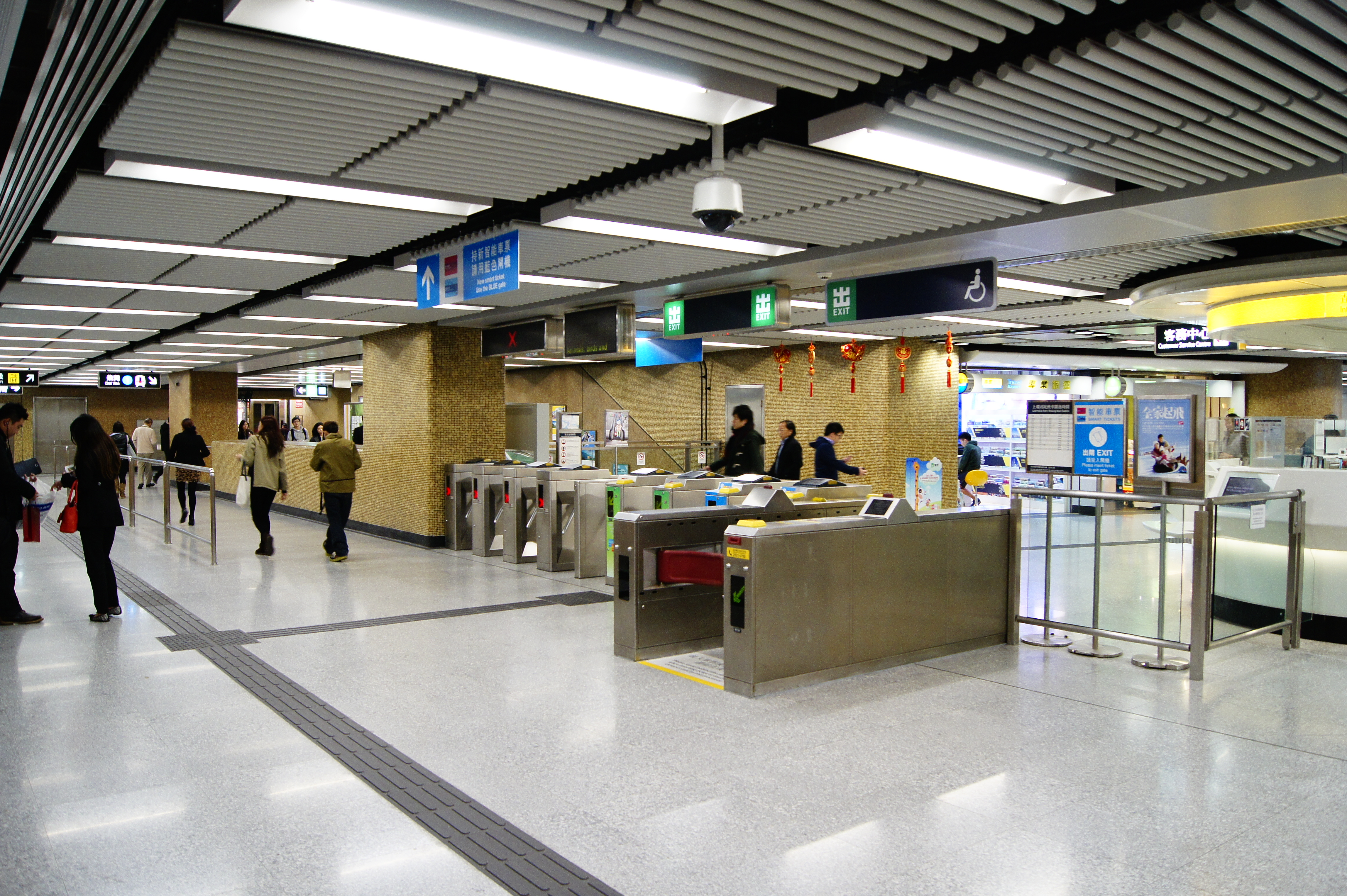
럼지 역 대합실

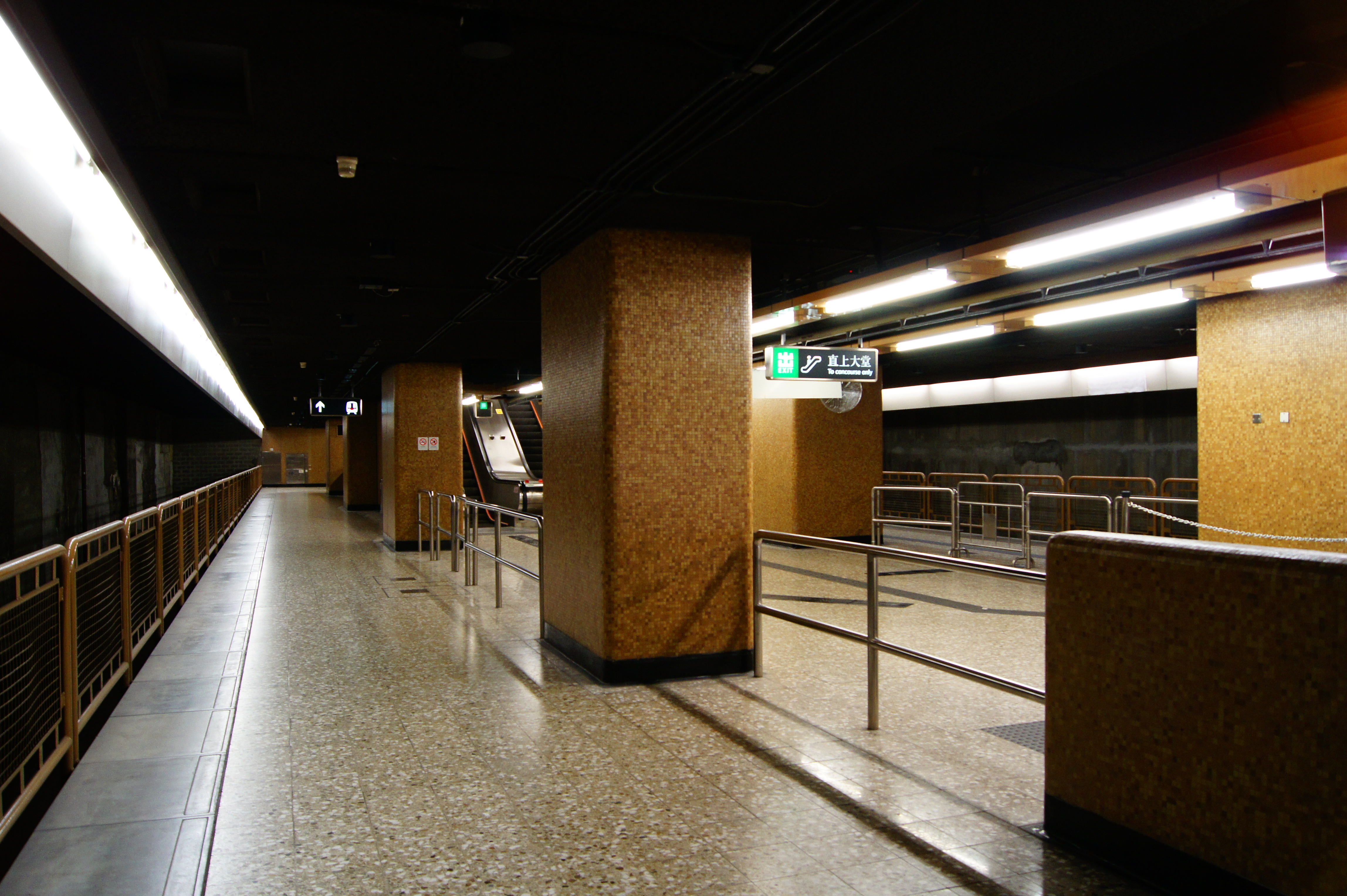
럼지 스트리트 지하의 유령 승강장 (이동보도 구간으로 쓰이는 부분)

성완 역에는 1970년대 둥가우룽 선의 남쪽 종착역으로 계획되어 지어졌던 럼지 역 (Rumsey station)이라는 승강장이 있다. E번 출구 부근에 위치하여 대합실과 승강장을 잇는 보도를 이루며, 공도선 승강장 지하에 수직으로 향한다. 럼지 역은 완성된 역이 아닌 공간을 미리 파놓은 곳에 불과해 선로나 전선이 설치되어 있지 않으며, 승강장 터널 출입구는 벽돌로 막혀 있다. 승강장의 길이는 대략 60m로 지하철 열차 세 대 (한 대당 8량) 길이 정도 된다.

## 출입구
- A1: 데보 로드 센트럴 (Des Voeux Road Central)
- A2: 윙록 가
- B: 데보 로드 센트럴
- C: 코넛 로드 센트럴 (Connaught Road Central)
- D: 홍콩-마카오 페리 부두
- E1/E2: 럼지 가
- E3/E4/E5 인피니터스 광장[2]

## 교통
성완역 A1, B, E1, E3 출구에서 나오면 데보 로드 센트럴에 이르는데 이곳에서 트램을 이용할 수 있다. 과거에는 이 역이 종착역이었던 탓이 트램으로 갈아타고 사이잉푼, 섹통서이, 케네디타운 등지로 향하는 승객들이 많았는데 2014년에 공도선이 연장되면서 그럴 일은 줄어들게 되었다.
한편 순탁 센터 내에 홍콩-마카오 페리 부두가 있어 마카오나 주강 삼각주 일대 다른 도시로 향할 수 있다. 수중익선과 호버크래프트 노선이 운영되며, D번 출구로 나가면 있다.